# Thorleifs största hits
Thorleifs största hits är ett samlingsalbum från 2010 med gruppen Thorleifs. Albumet utkom endast för den norska marknaden.

## Låtlista
1. En liten ängel (Jan-Erik Knudsen/Per Hermansson)
2. Fem röda rosor till dig (Roland Cedermark)
3. Blue, Blue Moon (Thörnholm/Clauss/Attlerud)
4. En dag i juni (Safe in My Garden) (John Phillips/Britt Lindeborg)
5. Spar dina tårar (Rose-Marie Stråhle)
6. Till Folkets park (Mikael Wendt/Christer Lundh)
7. Nu kommer tårarna igen (Lars E Carlsson/Uno Segerheim/Hans Sidén)
8. Med dej vill jag leva (Mikael Wendt/Christer Lundh)
9. Sweet Kissin' in the Moonlight (Mårten Eriksson/Lina Eriksson)
10. Gråt inga tårar (Åke Hallgren)
11. Farväl (Thorleif Torstensson/Gert Lengstrand)
12. Och du tände stjärnorna (Bert Månson)
13. Kurragömma (Thorleif Torstensson)
14. Skicma mig ett vykort (Mats Larsson/Åsa Karlström)
15. Ingen torkar längre tåren på min kind (Göran Lomaeus/Thomas Haglund/Marita Johansson)
16. Ingen får mig att längta som du (Roland Cedermark)
17. Swin'n Rock (Saxmedley)
18. Flyg bort min fågel (Rose-Marie Stråhle)
19. Raka rör (och ös till bäng) (Thorleif Torstensson)
20. Skänk mig dina tankar (Thorleif Torstensson)
21. Du gav mig kärlek (Rose-Marie Stråhle)
22. Ring en signal (Thorleif Torstensson)
23. Gröna blad (Rose-Marie Stråhle)
24. Halva mitt hjärta (Lennart Clerwall)